# Dale en tu corazón un lugar a Santiago
Dale en tu corazón un lugar a Santiago es el nombre de una campaña publicitaria realizada por la Municipalidad de Santiago en 1980 para generar conciencia cívica y elevar la moral de los habitantes, y cuya pieza destacada fue una canción homónima interpretada por el grupo Klaun.

## Desarrollo
La Municipalidad de Santiago estaba liderada en 1980 por el alcalde Patricio Guzmán Mira, quien encabezó una campaña para generar un sentido de compromiso ciudadano en los habitantes de la ciudad, generando una desasociación de las consecuencias ambientales causadas por las políticas aplicadas por la dictadura militar —como por ejemplo la contaminación atmosférica y la segregación social— y poniendo énfasis en la responsabilidad cívica.
La canción que formaba parte de la campaña publicitaria fue compuesta por Marcelo López, con música a cargo de Daniel Lencina y Carlos Grunewaldt, e interpretada por el grupo Klaun, conformado en 1979 y compuesto por John Elliot, Nano Prado, Alejandro Espinoza y Larry Lizama.
Se emitieron diversos anuncios televisivos que presentaban la canción acompañada de diferentes imágenes de la capital chilena, como por ejemplo los cerros Santa Lucía y San Cristóbal, el Parque Forestal, el Teleférico, la Torre Santa María, el paseo Ahumada y el río Mapocho. También se publicó propaganda impresa que contenía el dibujo de un corazón rojo en el cual asomaba la caricatura de un león —animal que aparece en el escudo de armas de la ciudad— en su cuadrante superior derecho; la misma ilustración sirvió de portada para el sencillo publicado por IRT y la Municipalidad de Santiago, y que en su lado B presentaba la canción «La gente es así».
En septiembre de 1980 se acusó que la canción tendría una «coincidencia rítmica» con el tema Billy Don't Be a Hero. Los músicos Juan Salazar y Valentín Trujillo mencionaron las similitudes que existían entre ambas composiciones, especialmente en el interludio de Dale en tu corazón un lugar a Santiago, pero descartaron que Daniel Lencina haya cometido un plagio.